# Lester Horton Dance Theater
La Lester Horton Dance Theater est une compagnie américaine de danse contemporaine créée par le danseur et chorégraphe américain Lester Horton, et installée en Californie. 
À la mort de Lester Horton en 1953, Alvin Ailey en reprend la direction artistique, pendant deux ans avant de s'installer à New York. Le Dance Theater continue à fonctionner sous la direction de Frank Eng, jusqu'en 1960, puis disparaît.